# ストーンアイランド
ストーンアイランド（Stone Island）は、イタリアラヴァリーノに拠点を置く高級アパレルブランドである。2020年12月にモンクレールに買収され、同社の完全子会社となる。

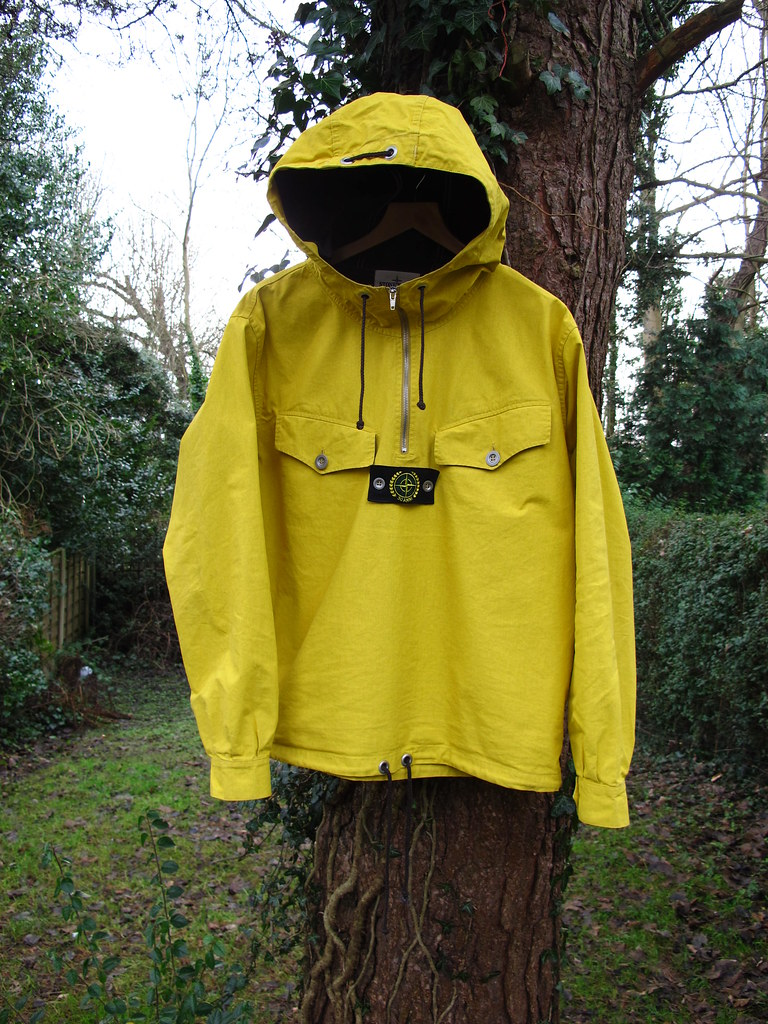
Stone Island jacket

## 概要

### 歴史
マッシモ・オスティは、1974年にC.P. Companyを設立。ストーンアイランドは元々彼のメインレーベルのラインであった。生地の表面処理と染色技術を専門とするブランド「GFT」は1983年に会社を買収し、オスティは1994年に退職し、現在はCarloRivettiによって運営されている。
2020年12月、モンクレールはストーンアイランドの過半数の株式を11億5000万ユーロで取得した。ストーンアイランドは、モンクレールの完全子会社となった。

### ジャケット

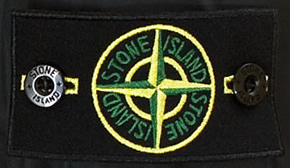
Stone Island is known by its compass patch that buttons onto the upper sleeve of the left arm

ストーンアイランドのジャケットは、左腕の上袖にボタンで留めるコンパスパッチで知られている。
元々パッチはグリーンエッジであったが、2000年頃からのバッジはブラックエッジになった。新しい千年紀を祝うために元々特定のジャケットで作られた、より珍しい「白いバッジ」の実行もある。白いバッジは自社で開発した素材を使用したジャケットに表示されるようになった。新しいジャケットのデザインには、光を反射する何千もの小さなガラスの破片を使用する「液体反射」ジャケットが含まれている。